# Pädagogische Akademie Halle (Saale)
Die Pädagogische Akademie Halle (Saale) bestand von 1930 bis 1933/34. Die Einrichtung wurde als Hochschule für Lehrerbildung nach Hirschberg verlagert. Das Pädagogische Institut Halle wurde 1952 in der DDR gegründet.

## Geschichte
1930 eröffnete der preußische Kultusminister Adolf Grimme die für evangelische Studierende bestimmte Pädagogische Akademie in Halle (Saale), um in der Provinz Sachsen künftige Volksschullehrer zur akademischen Ausbildung aufzunehmen. Erster Akademiedirektor war bis zur Beurlaubung aus politischen Gründen 1933 Julius Frankenberger. Sein Nachfolger in Hirschberg wurde der nationalsozialistische Volkskundler Herbert Freudenthal.
Der Pressesprecher des bisherigen Kultusministers Carl Heinrich Becker, der sozialdemokratische Pädagoge und spätere Widerständler Adolf Reichwein, wurde am 1. April 1930 zum Professor für Geschichte und Staatsbürgerkunde berufen und lehrte bis zur Entlassung 1933. Er heiratete 1933 die Dozentin für Gymnastik (seit 1932) Rosemarie Pallat.
Die Sozialpädagogin Elisabeth Blochmann lehrte von 1930 bis 1933 bis zur Entlassung als Jüdin. Der evangelische Theologe Martin Rang lehrte von 1930 als Dozent bzw. 1931 als Professor bis 1933. Der Pädagoge Georg Geißler lehrte von 1931 bis 1932. Kunst und Zeichenlehre lagen bei Fritz Alexander Kauffmann. Der Jugendschriftsteller Herbert Kranz lehrte Deutsch von 1930 bis 1933. Fritz Mascheck, Karl von Hollander, Hans Hoffmann und Anna Dernehl wurden am 27. April 1933 entlassen.
Weil die „rote Akademie“ den Nationalsozialisten missfiel, wurden der Betrieb im April 1933 eingestellt und fast alle Dozenten nach dem Gesetz zur Wiederherstellung des Berufsbeamtentums entlassen, bevor in Hirschberg ein gezielter Neuaufbau einsetzte. Die Groß- und Arbeiterstadt Halle galt als zu ungünstig für eine NS-Lehrerbildung.
Im 1901–03 von Carl Rehorst als Schule errichteten Gebäude der Akademie ist heute das Giebichenstein-Gymnasium „Thomas Müntzer“ untergebracht.

## Einzelbelege
1. ↑  Halle im Bild

Koordinaten: 51° 30′ 4,5″ N, 11° 57′ 31″ O